# Петра Меде
Петра Марија Меде (швед. Petra Maria Mede; Стокхолм, 7. март 1970) шведска је комичарка и телевизијска водитељка. Одрасла је у Гетеборгу, а широј публици је позната по учествовању у комичним емисијама и вођењу евровизијских фестивала. Медеова течно говори шведски, енглески, шпански и француски језик.

## Биографија
Петра Меде је рођена 7. марта 1970. у Стокхолму. Када је имала три године, са породицом се преселила у Партиле, тихо предграђе Гетеборга, другог по величини града у Шведској, како би њен отац започео рад за Волво. Дотад је уживала да буде са баком, професорком француског и немачког језика, а коју описује као особу која је знатно утицала на развитак њеног ексцентричног и екстровертног духа.
Као и њена бака, Петра није желела да буде домаћица, те се још одмалена определила за естраду. У годинама адолесценције, вратила се у Стокхолм, што описује као подобно за садашњу каријеру. Наиме, тврди да тако може осетити разлику између источњачког и западњачког хумора, нагласка и понашања.

## Плесна каријера
Од шесте године бавила се балетом, док је од десете учествовала у школским представама. Као дванаестогодишњакињи, прихваћена јој је пријава за упис у Балетску академију Шведске. Тамо је преусмерена на савремени балет, позориште и плес. Академију је завршила са осамнаест година и унајмљена је да игра прву професионалну улогу у Позоришту „Стора“.
Желећи да прошири своје хоризонте, послала је пријаву за улазак у престижну париску дворану „Плејел“. Пријава је прихваћена и Медеова је наредних осам месеци провела у Француској. Између осталих, сарађивала је и са Селин Дион. Након тога, вратила се у Шведску и ту плесала одређено време. Међутим, у неколико наврата је повредила леђа, због чега је морала да одустане од плесног позива. Тај период, крај својих двадесетих година, описује као најмрачнији у свом животу.
Увидевши да сада мора да прошири своја знања, уписала је Стокхолмски универзитет и постала бачелор француског језика. Такође је похађала курс историје Стокхолма. Тако је постала туристички водич у том граду, што је трајало неколико година. Као водич је доста причала, што јој је развило самопоуздање при јавним говорима.

## Водитељка и комичарка
Ново поглавље живота Медеове започето је када јој је пријатељ указао на „Бунги комеди“, такмичење стенд-ап комичара. Одлучила је да на њему наступи у марту 2005. Попедила је у финалу и на поклон добила јавни наступ у Стокхолму. Наставила је да их самостално организује, те су је 2007. запазили људи са телевизије. Исте године је учествовала у чак три комичне телевизијске емисије — Stockholm Live (једна година), Extra! Extra! (до 2008) и Parlamentet (до 2009).
До 2009, Петра је постала једна од најбољих женских комичара Шведске. По позиву државне радио-телевизије водила је шоу програм Мелодифестивален, шведски избор за представника на Песми Евровизије који сваке године гледа око трећина шведске популације. Исте године је изабрана за најбољу комичарку Шведске, док је следеће године добила сопствени Petra Mede Show. Гости су јој биле познате личности, са којима је разговара. Снимљене су само три епизоде.
Године 2011. Медеова је водила доделу филмских награда Guldbaggegalan, што се поновило и наредне године. Учествовала је и у музичком ријалити-шоуу Maestro, у коме се такмичари током шестонедељног периода боре за наградни концерт. Две године касније, 2013, организатори су је поново позвали да учествује, али овог пута у својству водитеља ријалитија.
Године 2012. Петра је учествовала и комичној емисији Högklackat, у коме се пуштају скечеви женских комичарских талената. Није учествовала само као водитељка или такмичарка, већ и као сценариста овог формата. Дана 28. јануара 2013. објављено је да ће Петра Меде водити такмичење Песма Евровизије 2013. одржано 14, 16. и 18. маја исте године у граду Малмеу.
2014. дебитује на филму глумећи у гилму "Medicinen". 2015. Петра Меде ја заједно са Грејамом Нортоном водила специјални програм који је организован поводом 60 година Песме Евровизије у Лондону под називом "Eurovision's Greatest Hits". 
2016. је по други пут водила Песму Евровизије која је те године одржана у Стокхолму заједно са Монсом Зелмерловом. 2017. играла је улогу Катје у Нетфликсовој серији "Bonus Family". Од 2018. до 2020. водила је ТВ шоу под називом "Stjärnornas stjärna", а 2021. и 2022. заједно са Давидом Линдгреном водила је и емисију "Let's Dance".
2024. поново се нашла у улози водитељке Песме Евровизије 2024. године у Малмеу, заједно са Малин Окерман.

## Емисије
| - (2007) - (2007—2008) - (2007—2009) - (2008) - (2008) | - (2008) - (2008) - (2008) - (2009) - (2009) | - (2009) - (2009) - (2009) - (2009—2010) - (2010) | - (2010) - (2011—2012) - (2011, 2013) - (2012) - (2013) - (2016) - (2024) |